# 筑前庄內站

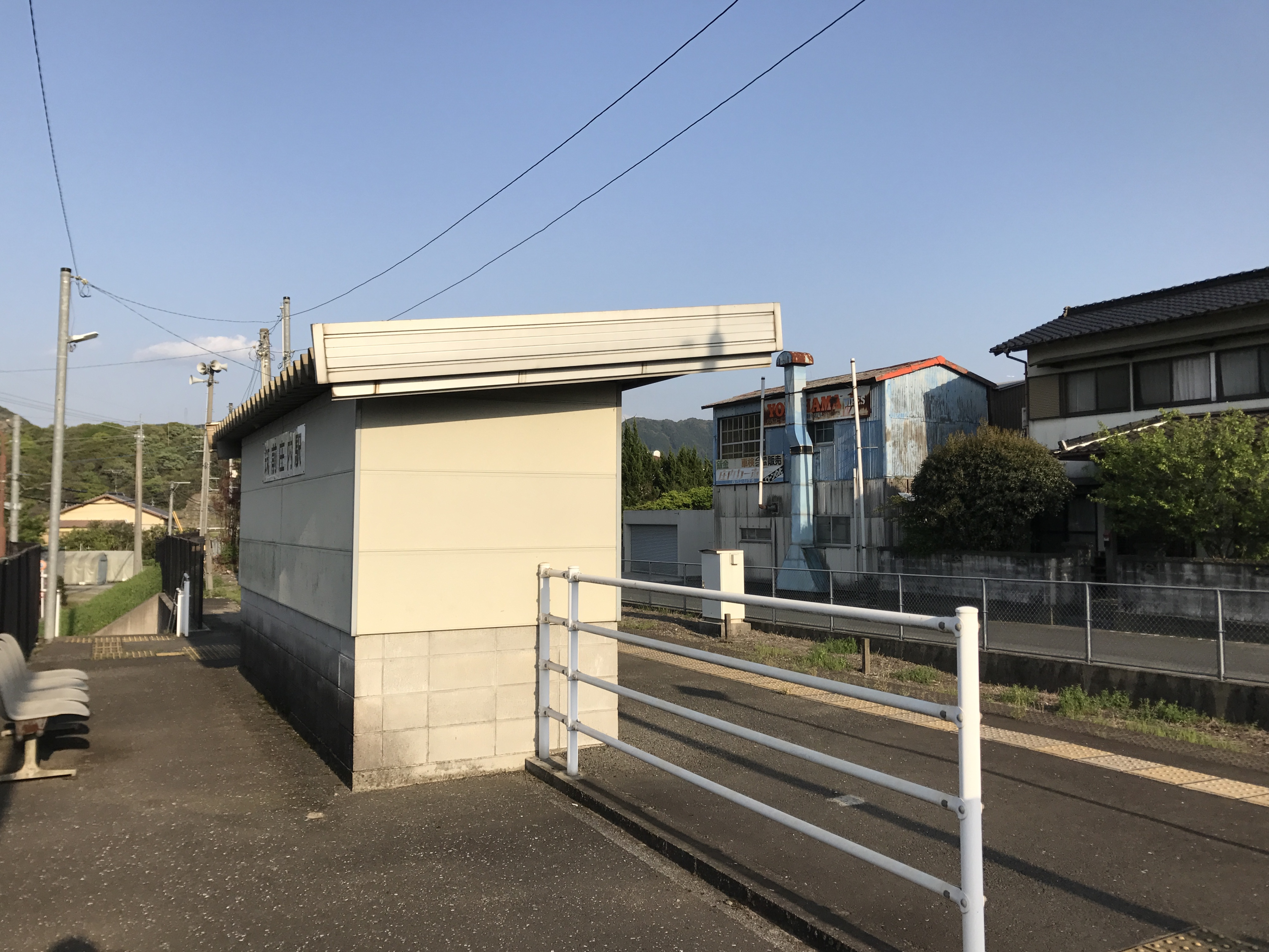
候車室(2017年4月)

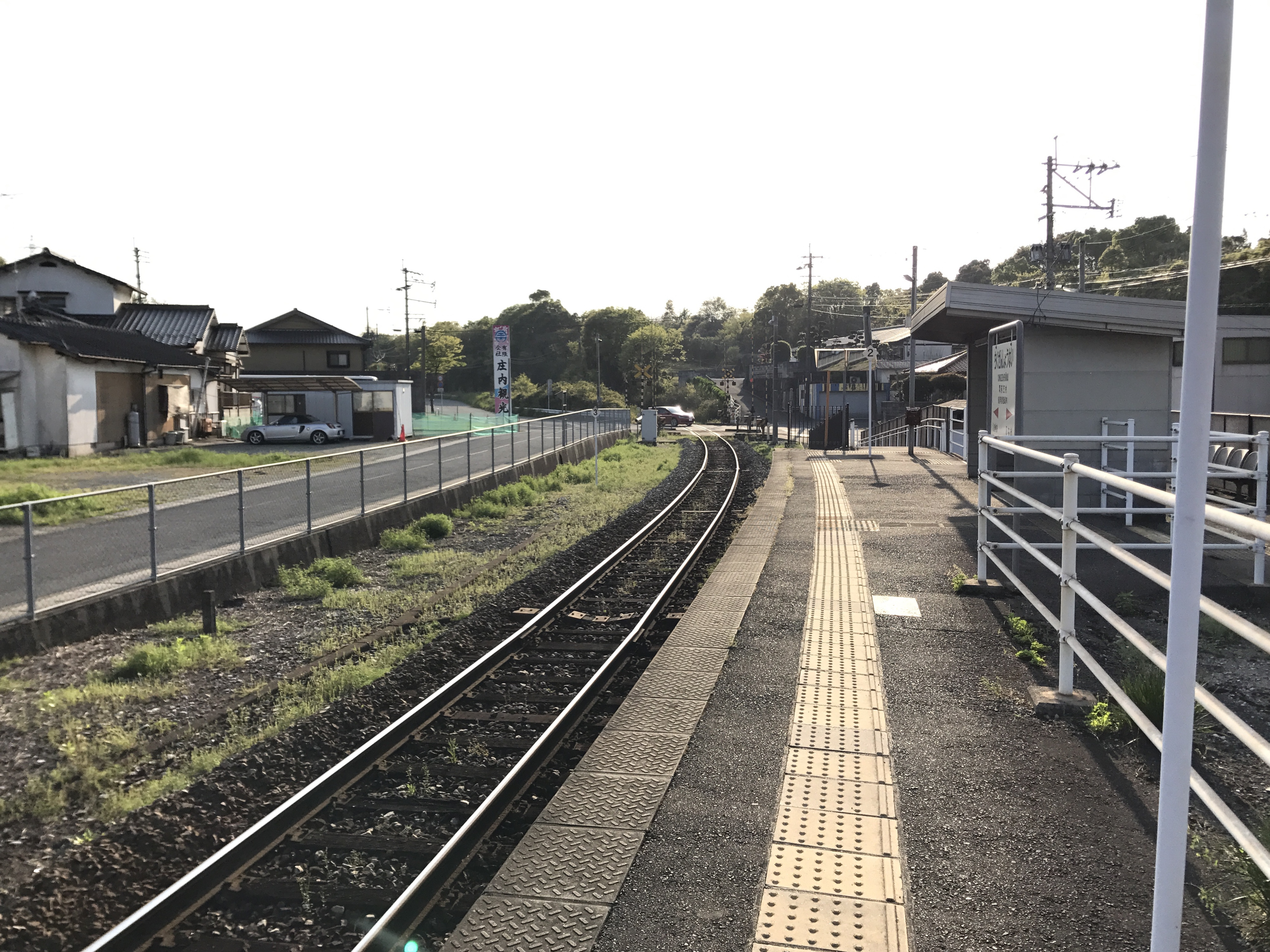
月台(2017年4月)

筑前庄內站（日语：／ Chikuzen-Shōnai eki */?）是位於福岡縣飯塚市赤坂786番，九州旅客鐵道（JR九州）的後藤寺線車站。車站編號為JJ04。

## 歷史
- 1926年（大正15年）7月15日 - 九州產業鐵道（後來為產業水泥鐵道（日语：産業セメント鉄道））船尾至赤坂炭坑之間開通，此站啟用[1][2][3][4]。
- 1943年（昭和18年）7月1日 - 產業水泥鐵道（日语：産業セメント鉄道）被收購（被國有化），此站成為後藤寺線的車站[3]。
- 1987年（昭和62年）4月1日 - 伴隨國鐵分割民營化，車站由九州旅客鐵道（JR九州）營運[5][6][7]。

## 車站構造
車站是一座地面車站，設有1面1線的單式月台。。此站曾經設有裝載煤炭的設施和車站大樓，以上兩設施已經拆毀。。此掛是簡易委託車站。

## 使用狀況
在2016年度，1日平均乘車人次為27人。
| 上落車人次變化 | 上落車人次變化 |
| 年度           | 1日平均人次    |
| -------------- | -------------- |
| 2007年         | 55             |
| 2008年         | 52             |
| 2009年         | 41             |
| 2010年         | 35             |
| 2011年         | 38             |
| 2012年         | 36             |
| 2013年         | 30             |
| 2014年         | 27             |
| 2015年         | 22             |
| 2016年         | 27             |

## 車站周邊
在庄內町合併至飯塚市前，此站是庄內町唯一鐵路車站。此站距離前庄內町中心以南約3公里。車站周邊為住宅區。在車站北邊約400米設有西鐵巴士筑豐「赤坂橋」巴士站，停靠的巴士路線經前庄內町中心（庄內分所）前往飯塚市內。
- 赤坂保育所
- 新町東團地
- 青葉台團地
- 鴨生藤見台團地
- 嘉穂鄉村俱樂部
- 勝島公民館

## 相鄰車站
九州旅客鐵道（JR九州）
 後藤寺線
■快速
通過
■普通
下鴨生（JJ03）－筑前庄內（JJ04）－船尾（JJ05）

## 注腳
1. 1 2 3 4 5 6 7  . 週刊JR全駅・全車両基地 (朝日新聞出版). 2012-09-23, (07): 27 （日语）.
2. ↑  弓削信夫. . 葦書房. 1993-10-15: 175. ISBN 4751205293 （日语）.
3. 1 2  鐵輪，p.113。
4. ↑  鐵輪，p.214。
5. ↑  『交通年鑑 昭和63年版』 交通協力會，1988年3月。
6. ↑  今村都南雄 『民営化の效果と現実NTTとJR』 中央法規出版，1997年8月。ISBN 978-4805840863
7. ↑  鐵輪，p.181。
8. ↑  飯塚統計（交通、運輸） JR九州使用狀況

## 外部連結
- 筑前庄內（車站資訊） - 九州旅客鐵道（日語）